# 留聲
《留聲》（英語：Sound of Silence），是2022年第六屆香港兒童國際電影節上映的香港電影。

## 劇情簡介
十歲的光仔成績突然變差，爸媽常常吵架再加上面對讀書壓力及與妹妹相處闗係等，使他不快樂。嫲嫲離世之後，光仔經常失眠，總是望著天空，覺得自己是個被忘記的星球。他周圍的聲音是幻聽？是幻覺？還是幻想？他不敢問不敢說。有一天光仔突然失蹤了，爸媽從他床上一個錄音布娃留下的聲音線索，得知兒子的內心宇宙……。

## 演員表
- 黃梓樂 飾 光仔
- 羅莃荋 飾 光仔妹妹
- 陳宇琛 飾 光仔爸爸
- 蔣祖曼 飾 光仔媽媽
- 鮑起靜 飾 光仔嫲嫲
- 黃梓軒 飾 光仔幼年

## 獎項
- 2022年法國康城世界影展：最佳家庭/兒童電影、最佳年輕男演員、最佳長片女導演
- 2022年美國洛杉磯獨立短片獎：每月最佳外語片、最佳兒童短片白金獎、最佳兒童/年輕男演員白金獎
- 2022年美國加州KIDS家庭電影節：最佳亞洲電影

## 外部連結
- 第六屆香港兒童國際電影節 - 留聲 （页面存档备份，存于）
- 豆瓣电影上《留聲》的資料 （简体中文）